# 1915年2月14日日食
1915年2月14日日食是一次日環食，發生於1915年2月14日（當天也是春節，西半球的部分日偏食區域為2月13日）。新月當天（即朔日），地球上觀測到月球和太阳的角距離極小，此時月球如果恰好在月球交點附近，穿過太阳和地球之間，與地球、太阳接近一直線，則會出現日食。月球穿過太阳和地球之間，但距地球較遠，本影未能接觸地表，而使偽本影覆蓋的區域內看到月球的角直徑小於太陽，就形成日環食，同時在偽本影兩側數千公里的半影範圍內形成日偏食。此次日環食經過了澳大利亚、荷屬東印度、德屬新幾內亞、日本的託管地南洋群島，日偏食則覆蓋了馬來群島、澳大利亚及周邊部分地區。

## 日食概況

### 出現區域
南非、马达加斯加島、愛德華王子群島、克羅澤群島之間的印度洋西南部洋面在日出時最先看到日環食，此後月球偽本影先向東偏南再向東北移動，跨過南印度洋後斜貫澳大利亚西北部，並在西澳大利亚州中部偏北達到最大食分。此後偽本影又斜貫新幾內亞島，覆蓋了密克羅尼西亞島群的部分島嶼，在日落時分結束於比卡爾環礁東北約530公里的太平洋洋面。環食帶均在國際日期變更線以西，在2月14日看到日環食。
偽本影經過的陸地依次包括：
- ：自西南向東北斜貫西澳大利亚州中部偏北，擦過北領地西北部；
- 荷屬東印度：自西南向東北斜貫今印度尼西亚巴布亞省；
- 德屬新幾內亞：自西南向東北斜貫今巴布亚新几内亚桑道恩省西北部並覆蓋武武盧島和阿瓦島；
- 大日本帝国南洋群島（國際聯盟託管地）：今密克羅尼西亞聯邦的薩塔萬環礁、埃塔爾環礁、盧庫諾爾環礁、帕金環礁、安特環礁中北部、澎貝島北半部，馬紹爾群島的艾林吉納埃環礁、朗格拉普環礁、朗格里克環礁、塔卡環礁中北部、烏蒂里克環礁、比卡爾環礁，其中包括今密克羅尼西亞聯邦首都帕利基尔。[3][4]

除了上述狹窄的環食帶內能看到日環食之外，月球半影覆蓋範圍內都能看到日偏食，包括非洲東南角、馬來半島南端、馬來群島除蘇門答臘北部外的絕大部分、臺灣南端、日本南端、澳大利亚、密克羅尼西亞島群、美拉尼西亞島群、玻里尼西亞島群西北部、南极洲靠近印度洋的約三分之一。其中絕大部分位於國際日期變更線以西，在2月14日看到日食，剩下的部分在2月13日看到日食。

### 基本參數
- 類型：日環食
- 食甚中心處（位於澳大利亚西澳大利亚州中部偏北）資料：
  - 時間：1915年2月14日4:33:02.9
  - 地點：24°2.8′S 120°44.8′E / 24.0467°S 120.7467°E
  - 食分：0.9789（環食帶內最大）
  - 日環食持續時間：2分3.6秒

## 相關的日食

### 1913-1917年的日食
月球交替位於相對的月球交點時，以半個交點年（食年），即約177天又4小時間隔出現下列日食。
註：1913年4月6日和1913年9月30日的日偏食屬於上一組交點年系列。1916年12月24日、1917年6月19日的日偏食和1917年12月14日的日環食屬於下一組交點年系列。
| 降交點   | 降交點                   |          | 升交點                   | 升交點 |
| 沙羅周期 | 地圖                     | 沙羅周期 | 地圖                     |        |
| 114      | 1913年8月31日 偏食（北） | 119      | 1914年2月25日 環食       |        |
| 124      | 1914年8月21日 全食       | 129      | 1915年2月14日 環食       |        |
| 134      | 1915年8月10日 環食       | 139      | 1916年2月3日 全食        |        |
| 144      | 1916年7月30日 環食       | 149      | 1917年1月23日 偏食（北） |        |
| 154      | 1917年7月19日 偏食（南） |          |                          |        |

### 沙羅周期
沙羅週期長度為18年11天。本次日食屬於沙羅週期129，共包含80次日食，依次為1103年10月3日至1446年4月26日的20次日偏食、1464年5月6日至1969年3月18日的29次日環食、1987年3月29日至2023年4月20日的3次全環食（亦稱混合食）、2041年4月30日至2185年7月26日的9次日全食、2203年8月8日至2528年7月26日的19次日偏食，總共歷時1424.38年。其中最長的全食發生於2131年6月25日，共持續了3分43秒。
下表列舉了1901年至2100年間發生的屬於該周期的日食，是第46至56次：
| 46            | 47            | 48            |
| ------------- | ------------- | ------------- |
| 1915年2月14日 | 1933年2月24日 | 1951年3月7日  |
| 49            | 50            | 51            |
| 1969年3月18日 | 1987年3月29日 | 2005年4月8日  |
| 52            | 53            | 54            |
| 2023年4月20日 | 2041年4月30日 | 2059年5月11日 |
| 55            | 56            |               |
| 2077年5月22日 | 2095年6月2日  |               |

## 資料來源
1. ↑  樊忠玉. . 中国天文科普网.   [2016-04-02]. （原始内容存档于2014-09-17）.
2. 1 2  Fred Espenak. . NASA Eclipse Web Site.   [2016-04-02]. （原始内容存档于2020-10-23）.（英文）
3. ↑  Fred Espenak. . NASA Eclipse Web Site.   [2016-04-02]. （原始内容存档于2020-10-20）.（英文）
4. ↑  Xavier M. Jubier. .   [2016-04-02]. （原始内容存档于2017-03-27）.（法文）（英文）
5. ↑  Fred Espenak. . NASA Eclipse Web Site.   [2016-04-02]. （原始内容存档于2017-12-28）.（英文）
6. ↑  Fred Espenak. . NASA Eclipse Web Site.（英文）

## 外部連結
- NASA日食專頁（页面存档备份，存于）（英文）
- 可見區域圖和時間統計：由弗雷德·埃斯佩纳克做出的日食預報，NASA/GSFC
  - Google互動地圖呈現的日食範圍
  - 貝塞爾元素
- Google地圖顯示的日環食和日偏食範圍（页面存档备份，存于）（法文）（英文）

| \| \| 日食 \|                             |                              |                                           |
| 上一次日食： 1914年8月21日日食 （日全食） | 1915年2月14日日食 （日環食） | 下一次日食： 1915年8月10日日食 （日環食） |
| 上一次日環食： 1914年2月25日日食          | 1915年2月14日日食 （日環食） | 下一次日環食： 1915年8月10日日食          |
|                                           | 日食                         |                                           |